# 劉芮
劉芮（1108年—1178年），字子驹，东平人。
劉摯曾孫。早年爲永州司理參軍，因與知州爭獄事而棄官。張浚居長沙，贈劉芮一間房屋，張栻兄弟與劉芮交往。紹興二十八年（1158年），爲大理司直，二十九年，主管台州崇道觀，三十二年，起復爲國子監丞。官終湖南提點刑獄。淳熙五年（1178年）卒，年七十一。著有《顺宁集》。